# 潘政琮
潘政琮（英語：Pan Cheng-Tsung，1991年11月12日—），台灣男子職業高爾夫球運動員。2019 PGA Tour RBC傳承賽冠軍。曾於就讀華盛頓大學期間參加大學高爾夫賽事共奪得8座冠軍，並於2020年東京奧運獲得高爾夫男子個人銅牌，成為台灣史上首面奧運高爾夫項目獎牌得主，也是亞洲第一位奧運高爾夫項目男子獎牌得主。

## 職業生涯
在2011年、2013年、2015年、2017年和2019年都透過資格賽取得美國高爾夫公開賽的參賽資格，2011年在前兩回合繳出74與78桿被淘汰，2013年以兩回合144桿並列20晉級，最終以295桿並列45名。也成為台灣首位業餘晉級年度4大賽的選手。2015年轉職業第一場比賽就是美國公開賽，以並列64名作收。2016年自威巡賽畢業，成為台灣32年來第一位站上PGA巡迴賽（美國高爾夫巡迴賽）的選手。
2013年6月潘政琮在世界業餘高球排名站上第一名，成為第一位獲得此殊榮的台灣選手。2016年七月正式入選里約奧運，以並列三十名完成比賽。
2019年4月潘政琮在美國南卡羅來納州舉行的PGA的RBC傳承盃高球賽22日進行第4回合賽事，潘政琮以低於標準桿 4 桿的67桿、總桿數272桿贏過美國選手庫查爾（Matt Kuchar），奪下生涯首座PGA冠軍；這是自1987年陳志忠洛杉磯公開賽後，第二位台灣選手贏得美國PGA巡迴賽冠軍。
2019年8月入選總統盃。
2020年11月生涯首次出戰美國名人賽，打出總成績278桿，以低於標準桿10桿、並列第七的佳績，打破陳志忠於1987年美國名人賽所創下的並列第十二名紀錄，成為該賽事史上成績最優異的臺灣球員。
2021年8月1日，潘政琮在2020年東京奧運最終輪以總桿數269（-15）桿與另外六位選手並列第3進行加賽，第1洞加賽時日本選手松山英樹與英國選手凱西出局，第3洞加賽時北愛爾蘭選手麥克羅伊、哥倫比亞選手穆尼奧斯、智利選手佩雷拉出局，潘政琮與日裔美國選手森川柯林平手進行第4洞加賽，在加賽第4洞以一洞標準桿擊敗森川，並獲勝奪下銅牌，是台灣史上首面奧運高爾夫項目獎牌。

## 職業冠軍 (3)

### PGA加拿大巡迴賽冠軍 (2)
| No. | 日期          | 賽事           | 奪冠成績              | 勝差      | 亞軍                            |
| --- | ------------- | -------------- | --------------------- | --------- | ------------------------------- |
| 1   | 2015年7月12日 | 球員盃         | −15 (71-67-65-66=269) | 2 strokes | Robert S. Karlsson, J. J. Spaun |
| 2   | 2015年9月13日 | 賽爾提克邀請賽 | −19 (67-68-68-66=269) | Playoff   | Taylor Pendrith                 |

### PGA巡回赛聯邦快遞杯(1)
| No.1 | 日期          | 賽事         | 奪冠成績              | 勝差     | 亞軍                      |
| ---- | ------------- | ------------ | --------------------- | -------- | ------------------------- |
| 3    | 2019年4月21日 | 傳承盃高球賽 | −12 (71-65-69-67=272) | 1 stroke | 馬特·庫查爾 (Matt Kuchar) |

## 家庭
妻子林盈君，是前立法委員林鈺祥的女兒，2006年林盈君經由自己的高爾夫教練蔡麗香結識潘政琮。

## 外部連結
- C.T. Pan 潘政琮的Facebook專頁
- C.T. Pan 潘政琮的X（前Twitter）
- C.T. Pan 潘政琮的Instagram帳戶
- 潘政琮在PGA巡迴賽的官方網站
- 潘政琮在男子高爾夫世界排名的官方網站